# Választások és népszavazások Esztergomban
A rendszerváltás után Esztergomban tartott önkormányzati választások eredményei és az azóta megtartott helyi népszavazások.

## 1992-es helyi népszavazás Kertváros leválásáról
1992. január 11-én népszavazást tartottak Kertvárosban az Esztergomról való elszakadásról. A megjelentek 73,4%-a a leválásra szavazott, de mivel a részvételi arány 42,4%-os volt, a referendum érvénytelen lett.

## 1994-es önkormányzati választás
A választópolgárok száma a névjegyzékben a választás befejezésekor: 22 468
| Jelölt             | Párt       | Szavazatok száma | Arány  |
| ------------------ | ---------- | ---------------- | ------ |
| dr. Könözsy László | független  | 3602             | 40,47% |
| Balogh Péter       | független  | 2572             | 28,9%  |
| dr. Varga Győző    | SZDSZ-MSZP | 2090             | 23,48% |
| Rozgonyi Miklós    | független  | 636              | 7,15%  |

## 1997-es népszavazás a NATO-csatlakozásról
A választópolgárok száma a névjegyzékben a választás befejezésekor: 22 577 
| Igen   | Nem   | Érvénytelen |
| ------ | ----- | ----------- |
| 10 699 | 1 482 | 83          |

## 1998-as önkormányzati választás
A választópolgárok száma a névjegyzékben a választás befejezésekor: 22 814
| Jelölt                | Párt                                             | Szavazatok száma | Arány  |
| --------------------- | ------------------------------------------------ | ---------------- | ------ |
| dr. Könözsy László    | Független                                        | 1881             | 17,86% |
| Szűcs György          | Közéleti Szövetség Esztergomért FKGP, KDNP, MIÉP | 1809             | 17,18% |
| Simon Tibor           | Rudnay Egyesület                                 | 1499             | 14,24% |
| Csernusné Láposi Elza | MSZP                                             | 1422             | 13,5%  |
| Sipos Imre            | Fidesz                                           | 1375             | 13,06% |
| dr. Etter Ödön        | Független                                        | 878              | 8,34%  |
| Haller Zoltán         | Együtt Esztergomért Egyesület                    | 691              | 6,56%  |
| dr. Havas Miklós      | Független                                        | 529              | 5,02%  |
| Miavecz Jenő          | SZDSZ                                            | 446              | 4,24%  |

## 2002-es önkormányzati választás
A választópolgárok száma a névjegyzékben a választás befejezésekor: 23 423
| Jelölt              | Párt       | Szavazatok száma | Arány  |
| ------------------- | ---------- | ---------------- | ------ |
| Meggyes Tamás       | Fidesz-MDF | 6566             | 54,79% |
| Kocsi Ferenc        | MSZP-SZDSZ | 4544             | 37,92% |
| Urbánné Harcz Mária | független  | 382              | 3,19%  |
| Juhász Albin        | független  | 334              | 2,79   |
| Tamáshidy Viktória  | MIÉP       | 157              | 1,31%  |

## 2003-as magyarországi népszavazás az EU-csatlakozásról
A választópolgárok száma a névjegyzékben a választás befejezésekor: 23 282
| Igen  | Nem   | Érvénytelen |
| ----- | ----- | ----------- |
| 9 516 | 2 081 | 42          |

## 2004-es magyarországi népszavazás
A választópolgárok száma a névjegyzékben a választás befejezésekor: 23 480

A kettős állampolgárságról szóló kérdésre s nagyobb városokban csak Sopronban, Hódmezővásárhelyen és Esztergomban született érvényes, igen-többségű eredmény.
| Szavazás              | Igen  | Nem   | Érvénytelen |
| --------------------- | ----- | ----- | ----------- |
| Kettős állampolgárság | 7 993 | 3 208 | 154         |
| Kórháztörvény         | 6 384 | 4 772 | 199         |

## 2004-es helyi népszavazás a vízgazdálkodásról
A választópolgárok száma a névjegyzékben a választás befejezésekor: 23 428

A 2004-es helyi népszavazást a kórháztörvényről és a kettős állampolgárságról szóló kettős népszavazással egy időben tartották meg a helyi képviselők kezdeményezésére. Mivel a részvételre jogosultak 48 százaléka járult az urnák elé, a szavazás érvénytelenül zárult.
Előzménye a Kenyérmezői-patak 2004-es vízszennyezése volt, aminek következtében a városban napokig nem lehetett csapvizet fogyasztani. A városvezetés a dunai csápos-kutakat karsztvízfeltárásokkal próbálta meg felváltani. A kérdés a következőképpen hangzott:
„Egyetért-e Ön azzal, hogy az esztergomi polgárok egészséges ivóvízzel történő garantált ellátása érdekében, Esztergom Város Önkormányzata karsztvizek feltárásával váltsa ki a sérülékeny, szennyezhető dunai vízbázist és a Képviselő-testület kérje ki az állami tulajdonban lévő víziközmű vagyon tulajdonjogát városi vízmű üzemeltetése céljából?”
A népszavazást követően a kísérleti fúrások megindultak, és 2006-ban karsztvizet találtak Búbánatvölgyben, amire a közeljövőben áll át a város vízellátása. A karsztvízre történő átállás 2007. augusztus 27-én kezdődött meg.

## 2006-os önkormányzati választás
A választópolgárok száma a névjegyzékben a választás befejezésekor: 23 981
A tizennégy egyéni választőkörzetből tizenháromban állított jelöltet a Fidesz-KDNP együttműködés, ezekben a körzetekben az ő jelöltjeik nyertek. A tizennegyedikben egy független jelölt jutott be a 23 fős képviselőtestületbe. Listán 3 MSZP-SZDSZ, 2 MDF, 2 Vállalkozók Pártja és 2 „Civil Összefogás” által állított jelölt szerzett mandátumot.
| Jelölt           | Párt                                                       | Szavazatok száma | Arány  |
| ---------------- | ---------------------------------------------------------- | ---------------- | ------ |
| Meggyes Tamás    | Fidesz-KDNP                                                | 7747             | 60,58% |
| Horányi László   | Civil Összefogás Esztergomért az MSZP, SZDSZ támogatásával | 3661             | 28,63% |
| dr. Jónás László | MDF                                                        | 1160             | 9,07%  |
| Mocsnik András   | Esztergomi Szociáldemokrata Egyesület                      | 221              | 1,73%  |

## 2006-os helyi népszavazás a Holcim-cementgyárról
A svájci tulajdonú Holcim cementipari vállalat Tát és Nyergesújfalu közelében új cementgyár építését szerette volna elérni a korszerűtlen lábatlani üzeme helyett, ám a közeli települések tiltakozása miatt több helyen is népszavazást tartottak. Az esztergomi érvényes, eredményes népszavazás volt. Az érvényes szavazatok többsége, a gyár megépítését ellenző igen volt.
A kérdés a következőképpen szólt:
„Egyetért-e azzal, hogy Esztergom Város Önkormányzatának Képviselő-testülete elutasítja a Lábatlan város határától közelebb eső területen, környezetvédelmi szempontból már most is súlyosan terhelt környezetben, egy új, hagyományos vagy háztartási vagy veszélyes hulladékokkal is üzemelő cementgyár építését?”
A magát a kérdést sok kritika érte a városban. Sokan, akik ellenezték a cementgyár építését nemmel szavaztak. A szomszédos Tát községben a kérdést egyértelműen tették fel: Akarja-e, hogy Nyergesújfalu területén, Tát határában cementgyár épüljön?

## 2008-as magyarországi népszavazás és helyi népszavazás
Esztergomban a tandíjat, vizitdíjat és a kórházi napidíjat érintő kérdések mellett egy negyedik, helyi népszavazási kérdés szerepelt március 9-én.

### Az országos népszavazás
Míg Komárom-Esztergom megyében volt a legalacsonyabb a részvétel az országban, Esztergomban országos átlag feletti volt a megjelentek aránya, 52,27%
| Szavazás | Igen   | Nem    |
| -------- | ------ | ------ |
| Napidíj  | 81,69% | 18,31% |
| Vizitdíj | 80,08% | 19,92% |
| Tandíj   | 79,75% | 21,25% |

### Helyi népszavazás
A választópolgárok száma a névjegyzékben a választás befejezésekor: 24 119
A látszólag egyszerű helyi népszavazási kérdés így szólt:
„Egyetért-e Ön azzal, hogy az Önkormányzat a Gyarapodás Programjának megvalósítását felgyorsítsa?”
A helyi sajtóban Meggyes Tamás polgármester, a Gyarapodás Programjának írója többször is bizalmi szavazásnak nevezte a kérdést az ő és a képviselőtestület munkájával kapcsolatban. Mindezt a megromlott közhangulat miatt érezte fontosnak. (Lásd még: itt)
A népszavazás eredménye
| Igen | Nem  | Érvénytelen | Hiányzó |
| ---- | ---- | ----------- | ------- |
| 8147 | 3823 | 328         | 46      |

## 2008-as népszavazások a helyi közlekedésről
A választópolgárok száma a névjegyzékben a választás befejezésekor: 24 195
2008. június 8-án népszavazást tartottak két közlekedést érintő kérdésben. Ez volt a város történetében az első, állampolgárok által kezdeményezett népszavazás. Eredetileg hét kérdésben adtak beadványt különböző ügyekben, azonban ezek közül csak kettő ment át a törvényességi kontrollon.

### A törvényességi kontrollon megbukott beadványok
Az öt elutasított beadvány a következő volt: A Szent István Gimnázium elhelyezése, az öt millió forint feletti költségvetési összegek nyilvánossága, Szent István Fürdő városi tulajdonban tartása, a belvárosi magáningatlanok tulajdoni lapjára előzetes egyeztetés és indoklás nélkül bejegyzett elővásárlási jog eltörlése, valamint Esztergom-Kertvárosban a korábbi három választási körzet visszaállítása.

#### Előzmények
Az önkormányzati fenntartású Szent István Gimnázium az egyházi kártalanítás miatt 2007-ben elhagyni kényszerült addigi vízivárosi épületét. Rövid időn belül megszüntették az igazgatóhelyettesi posztot, majd az addigi igazgatót felmentették. Az ügyben szimpátiatüntetést rendeztek a Széchenyi téren, és az országos sajtó is felfigyelt az iskola sorsára.
Esztergom belvárosában az önkormányzat több ingatlanra örökös elővásárlási jogot jegyzett be a tulajdonosok tudta nélkül. Az indokolás szerint ez a lépés a hosszú távú rendezési tervek miatt vált szükségessé. Az ügy 2007. december 4-én az index.hu cikkével kapott országos nyilvánosságot.
A hagyományosan baloldalinak mondott Esztergom-Kertvárosban a 2006-os választások előtt az addigi három körzet helyett kettőt alakítottak ki.

### A törvényességi kontrollon átment beadványok
A kontrollon átment beadványok a helyi közlekedést érintették: A Lőrinc utca teljes szakaszán a kétirányú forgalom visszaállítása valamint a Széchenyi tér gépjárműforgalom előtti megnyitása az ott lakók számára.

#### Előzmények

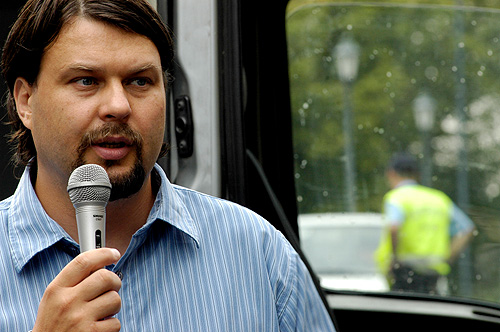
Meggyes Tamás polgármester a Lőrinc utcai tüntetésen kiállt a forgalmi rend változása mellett.

A Lőrinc utca 2007 augusztusában egyirányú lett a Bottyán híd lábánál egy rövid szakaszon. Ennek következtében a Prímás-sziget felől érkező autóknak előfordul, hogy kilométereket kell kerülniük, hogy a Tabán hídon át jöhessenek vissza a szigetről, ugyanis a többi híd a városban csak a gyalogos forgalmat szolgálja ki. Az ügyben már rendeztek tüntetést az említett útszakaszon, ahol a polgármester kiállt korábbi döntése mellett, miszerint így a lehet belvárost tehermentesíteni az átmenő forgalom alól. Később több mint, ezer aláírás gyűlt össze a forgalmi rend visszaállítását kérve. Pár héttel a szavazás előtt a kétirányú forgalmat visszaállította az önkormányzat.
A város főterét, a Széchenyi teret 2006-ban egymilliárd forintból újíttatta fel a város, azonban a behajtás sem az ott lakóknak, sem az ott működő éttermeknek nem engedélyezett. Jelenleg a mentőn, tűzoltón, rendőrségen kívül senki más nem hajthat be a felújított térre.
A kezdeményezők 2008. február 2-án adták át az aláírási íveket a városházán. A Lőrinc utcát érintő kérdésben 4796, a Széchenyi teret érintő kérdésben pedig 3451 darab aláírás gyűlt össze szemben a szükséges 2340-nel.
A népszavazás az alacsony részvétel miatt érvénytelen volt. Mindkét kérdésben 2201 érvényes és 13 érvénytelen szavazat született.

## 2009-es európai parlamenti választás
Választópolgárok száma a szavazás befejezésekor: 23 672
A 2009. június 7-én, vasárnap megtartott választásokon Esztergomban a részvétel 44,00 százalékos volt, amivel Esztergom a 30 000 főnél népesebb vidéki városok között a legmagasabb részvételt érte el. Esztergomban mind a 29 szavazókörében a Fidesz nyert.
| Fidesz | MSZP   | Jobbik | MDF   | LMP-HP | SZDSZ | Munkáspárt | MCF   |
| ------ | ------ | ------ | ----- | ------ | ----- | ---------- | ----- |
| 59,72% | 15,81% | 13,52% | 5,51% | 2,53%  | 2,14% | 0,69%      | 0,09% |

Részvételi arányok szavazókörönként (Térkép)

## 2009-es helyi népszavazás a városi holdingról
A választópolgárok száma a névjegyzékben a választás befejezésekor: 24 147
Az EP-választásokkal egyszerre újabb népszavazásra került sor a városban. Ezzel folytatódott az előző évek gyakorlata, miszerint az országos szavazások mellett helyi népszavazást is tartanak. A kezdeményezést kilenc fideszes önkormányzati képviselő nyújtotta be. Témája a városi tulajdonú Strigonium Holding részvényeinek „közösségi” tulajdonba adása. 2006-ban a városi cégeket debreceni mintára holdingba szervezték, és ekkor a Strigonium Rt. vált a cégek tulajdonosává. A kérdés a következőképpen szól:
„Egyetért-e Ön azzal, hogy az Önkormányzat a városi holding részvényeinek meghatározott részét ingyenesen vagy rendkívül kedvezményesen átadja az esztergomi polgárok részére?”
A kezdeményezők szerint így az esztergomiakat bevonhatják a cégek (hirdető, szállodaépítő, hajózási, ingatlankezelő stb.) működésébe. A ellenzők szerint a népszavazás szükségtelen, hiszen testületi döntéssel is elintézhető lenne, illetve burkolt privatizációval vádolták a polgármestert. a Polgári Esztergomért Egyesület tiltakozásul érvénytelen szavazatok leadására kérte szimpatizánsait, így az érvénytelen szavazatok száma megközelítette a 600-at. Az alacsony, 43 százalékos részvétel miatt a népszavazás érvénytelen lett.
| Szavazóként megjelent | Igen | Nem  | Érvénytelen | Hiányzó |
| --------------------- | ---- | ---- | ----------- | ------- |
| 10 344 (42,8%)        | 6722 | 2974 | 581         | 67      |

## 2010-es önkormányzati választás
A 2010. október 3-án tartott önkormányzati választások során az addig tizenegy éven keresztül a polgármesteri tisztséget betöltő Meggyes Tamást leváltották, a helyére pedig a kétharmados többséggel megválasztott független Tétényi Évát választották. A tíz egyéni választókerületben mindenhol a Fidesz–KDNP által támogatott jelöltek nyertek, kétharmados többséget szerezve így a testületben. A kompenzációs listáról egy-egy hely jutott az MSZP-nek, a Jobbiknak, az LMP-nek, és a Vállalkozók Pártjának. A 23 906 választásra jogosult esztergomi választópolgárok 53,43%-a, azaz 12 786 polgár vett részt a választásokon. A függetlenként induló Tétényi Éva győzelméhez az vezetett, hogy a városban jelen lévő összes ellenzéki párt, az MSZP, a Jobbik és az LMP, valamint a civil szervezetek is felsorakoztak mögé, és nem állítottak saját jelöltet.
|  | Jelölt neve   | Szavazatszám | Arány  |
|  | ------------- | ------------ | ------ |
|  | Meggyes Tamás | 4 494        | 35,64% |
|  | Tétényi Éva   | 8 117        | 64,36% |

## 2014-es európai parlamenti választás
Lásd még: a 2014-es európai parlamenti választás Magyarországon cikket
A 2014. május 25-én tartott európai parlamenti választáson a névjegyzékben lévő választópolgárok száma 23 327 fő volt. Az urnáknál megjelentek aránya 32,42% volt, ami 7562 főt jelent, ez a szám magasabb mint az országos 28,97%-os részvételi arány. Az első három legtöbb szavazatot kapott párt a Fidesz–KDNP 4025 vokssal, második a Jobbik 1062, majd a Demokratikus Koalíció 862 leadott érvényes szavazattal. A legkisebb eredményt elért párt Seres Mária Szövetségesei volt, ami 0,31%-os eredményt ért el.
|  | Párt neve        | Szavazatszám | Arány  |
|  | ---------------- | ------------ | ------ |
|  | MSZP             | 635          | 8,43%  |
|  | SMS              | 23           | 0,31%  |
|  | Fidesz–KDNP      | 4 025        | 53,45% |
|  | Haza Nem Eladó   | 42           | 0,56%  |
|  | Jobbik           | 1 062        | 14,1%  |
|  | LMP              | 401          | 5,33%  |
|  | Együtt–Párbeszéd | 480          | 6,37%  |
|  | DK               | 862          | 11,45% |

## 2014-es önkormányzati választás
A 2014. október 12-én lezajló önkormányzati választások során a négy évig függetlenként vezető Tétényi Évát leváltották, és helyére a Fidesz–KDNP által támogatott Romanek Etelkát választották Esztergom polgármesterének. A tíz választókerületben a 2010-es eredményekhez hasonlóan a kormánypárti Fidesz-KDNP által támogatott jelöltek nyertek, újból kétharmados többséget szerezve így a testületben. A kompenzációs listáról egy-egy hely jutott a Jobbiknak, az LMP-nek, a Haladó Esztergomért Egyesületnek és a Vállalkozók Pártjának. A 23 733 szavazásra jogosult esztergomi lakos közül 11 863-an vettek részt az önkormányzati választásokon. Ez arányait tekintve 45,16%-os részvételt jelent, ami magasabb az országos 39,82%-nál. Először fordult elő, hogy öt évre szól a polgármesteri megbízatás. A városvezetési tisztségért összesen heten indultak, beleértve a regnáló polgármester asszonyt is. Először fordult az is elő Esztergom történelmében, hogy egyszerre három nő is induljon a polgármesteri székért, és hogy az első három helyen is ők végezzenek.
|  | Jelölt neve     | Szavazatszám | Arány  |
|  | --------------- | ------------ | ------ |
|  | Gál Tamás       | 126          | 1,07%  |
|  | Stámusz Andrea  | 621          | 5,28%  |
|  | Körmöczi Miklós | 305          | 2,59%  |
|  | Romanek Etelka  | 5 502        | 46,76% |
|  | Tétényi Éva     | 5 121        | 43,52% |
|  | Endrédi József  | 28           | 0,24%  |
|  | Somfai György   | 63           | 0,54%  |

## 2019-es választások

### Európai parlamenti választás
Bővebben: a 2019-es európai parlamenti választás Magyarországon cikkben
A 2019. május 26-án tartott európai parlamenti választáson a belföldi szavazóköri névjegyzékben szereplő választópolgárok száma 22 881 fő volt. Az urnáknál megjelent 10 361 fő 45,28%-os részvételt jelentett, ami magasabb volt az országos 43,48%-hoz képest. A listára leadott érvényes szavazatok száma szerint az első három legtöbb voksot kapott párt a Fidesz–KDNP 5355 szavazattal, második a Demokratikus Koalíció 1891-el, majd a Momentum Mozgalom 1034 szavazattal.
| Lista          | Szavazatszám | Arány  |
| -------------- | ------------ | ------ |
| LMP            | 248          | 2,41%  |
| Munkáspárt     | 22           | 0,21%  |
| Mi Hazánk      | 304          | 2,95%  |
| DK             | 1891         | 18,34% |
| Momentum       | 1034         | 10,03% |
| Fidesz–KDNP    | 5355         | 51,93% |
| Jobbik         | 649          | 6,29%  |
| MKKP           | 338          | 3,28%  |
| MSZP–Párbeszéd | 470          | 4,56%  |
| Összesen       | 10 361       | 45,28% |

### Önkormányzati választás
Bővebben: a 2019-es magyarországi önkormányzati választás cikkben
A 2019-es magyarországi önkormányzati választást október 13-án, vasárnap tartották. A névjegyzékben lévő választópolgárok száma 23 296 fő volt. A városvezetői tisztségért hárman indultak. Elsőként egy helyi vállalkozó, Cserép János jelezte indulási szándékát, aki mögé a teljes parlamenti ellenzék (Jobbik, MSZP, DK, LMP), a Momentum, valamint helyi civilszervezetek is beálltak. Cserép az általa alapított Szeretgom.hu hírportálról elnevezett Szeretgom Egyesület jelöltjeiként mutatta be tíz egyéni képviselőjelöltjét.
Másodikként a Fidesz–KDNP nevezte meg indulóját, aki nem a várost 2014-től vezető regnáló polgármester, Romanek Etelka, hanem az azon év májusa óta Esztergom turizmusáért felelős miniszteri biztosa, Hernádi Ádám lett. A harmadik polgármester-jelölt Dr. Révfalvi Gergely ügyvéd volt, aki függetlenként indult, ám az Egész Esztergom nevű egyesület támogatását bírta. Az Egész Esztergom Egyesület a tíz képviselőjelöltje közül négyet egyoldalúan visszaléptetett a Szeretgom Egyesület javára, így hat körzetben indultak jelöltjei. Egyéni képviselői helyekre ezen felül a Vállalkozók Pártja és a Civilek Esztergomért nevű szervezet pályázott.
Az urnáknál 10 379 fő jelent meg, ezzel 44,55%-os volt a részvétel, ami 2010 óta a legalacsonyabb részvételi aránynak számít.
A választás eredménye a Fidesz–KDNP győzelmével zárult: a polgármesteri szék mellett mind a tíz egyéni képviselői helyet megszerezték. A tíz győztes egyéni képviselő: Erős Gábor, Torma László, dr. Alberti Péter, Heckel Zoltán, Bánhidy András, Tordainé Vida Katalin, Kovács Tamás, Eck András, Tóth Tamás és Simonné Cserép Krisztina. A négy kompenzációs listás helyre két Szeretgomos jelölt, Cserép János és Bádi Gábor, valamint egy Egész Esztergomos induló, Dr. Révfalvi Gergely, és egy Civilek Esztergomért jelölt, Vargáné Drevenka Gyöngyi került. Ezzel a tizennégy képviselői helyből tizenegyet férfiak és hármat nők foglalhattak el.
| Jelölt               | Jelölőszervezet     | Szavazatszám | Arány  |
| -------------------- | ------------------- | ------------ | ------ |
| Cserép János         | Szeretgom Egyesület | 2703         | 26,72% |
| Hernádi Ádám         | Fidesz–KDNP         | 5896         | 58,28% |
| Dr. Révfalvi Gergely | Egész Esztergom     | 1518         | 15,00% |
| Összesen             | Összesen            | 10 379       | 44,55% |

## 2024-es választások

### Önkormányzati választások
Bővebben: a 2024-es magyarországi önkormányzati választás cikkben
A 2024-es választásokat június 9-én tartották, összevonva az önkormányzati választást az európai parlamenti választással. A voksolásra helyben 22 875 fő volt jogosult. A Fidesz–KDNP jelöltje másodjára is a várost 2019 óta vezető Hernádi Ádám volt. A párszövetség mind a tíz egyéni választókerületben állított jelöltet. Az ellenzék polgármester-jelöltje a Szeretgom Egyesület alapító tagja, Bádi Gábor vállalkozó, aki 2019 óta listás képviselőként volt jelen az esztergomi képviselő-testületben. A Szeretgom összesen kilenc körzetben indított jelöltek, egyben pedig egy független jelöltet támogatott.
A választás napján összesen 12 346 fő jelent meg, ami a helyi választók 53,97%-át jelenti – ami alul marad az országos 58,10%-os részvételtől. A választást a Fidesz–KDNP nyerte: mind a tíz egyéni választókörzetben az ő képviselő-jelöltjei végeztek az első helyen, mindenhol a leadott voksok 50%-a felett. A polgármester továbbra is a regnáló városvezető, Hernádi maradt, aki a rá adott 8418 szavazattal a legnagyobb arányban nyert polgármester lett Esztergom rendszerváltás utáni történetében.
| Jelölt            | Jelölőszervezet     | Szavazatszám | Arány  |
| ----------------- | ------------------- | ------------ | ------ |
| Hernádi Ádám      | Fidesz–KDNP         | 8418         | 70,33% |
| Bádi Gábor        | Szeretgom Egyesület | 2672         | 22,32% |
| Méhes Szilveszter | Mi Hazánk           | 879          | 7,34%  |
| Összesen          | Összesen            | 12 346       | 53,97% |

### Európai parlamenti választás
Bővebben: a 2024-es európai parlamenti választás Magyarországon cikkben
Az önkormányzati választással együtt június 9-én tartott európai parlamenti választásra összesen 22 277 fő volt jogosult helyben voksolni. Az urnáknál megjelent 12 350 fő 55,44%-os részvételt jelent, ami alul marad az országos 59,46%-os részvételi aránytól. A három legtöbb szavazatot kapott lista sorrendben: a Fidesz–KDNP (5470 db leadott érvényes szavazattal), a Tisztelet és Szabadság Párt (4076 db leadott érvényes szavazattal), és a szociáldemokrata-zöld szövetség (868 db leadott érvényes szavazattal).
| Lista             | Szavazatszám | Arány  |
| ----------------- | ------------ | ------ |
| MEMO              | 248          | 2,41%  |
| LMP               | 72           | 0,59%  |
| DK–MSZP–Párbeszéd | 868          | 7,08%  |
| 2RK               | 98           | 0,80%  |
| MMN               | 41           | 0,33%  |
| Momentum          | 315          | 2,57%  |
| Fidesz–KDNP       | 5470         | 44,59% |
| Jobbik            | 63           | 0,51%  |
| TISZA             | 4076         | 33,22% |
| MKKP              | 475          | 3,87%  |
| Mi Hazánk         | 756          | 6,16%  |
| Összesen          | 12 350       | 55,44% |